# ماثيو إف. جونز
ماثيو إف. جونز (بالإنجليزية: Matthew F. Jones)‏ (28 أغسطس 1967، بوسطن في الولايات المتحدة)؛ كاتب سيناريو وروائي أمريكي.

## روابط خارجية
- ماثيو إف. جونز على موقع IMDb (الإنجليزية)
- ماثيو إف. جونز على موقع قاعدة بيانات الفيلم (الإنجليزية)